# Elaine Giftos
Elaine Giftos Wright (* 24. Januar 1945 in Pittsfield, Massachusetts) ist eine US-amerikanische ehemalige Schauspielerin und Tänzerin, die heute als Feng-Shui-Expertin arbeitet.

## Leben
Als Jugendliche gehörte Elaine Giftos dem New York City Ballet an und wurde von George Balanchine trainiert. Anschließend begann sie am Broadway zu arbeiten und fand von dort ihren Einstieg ins Filmgeschäft. Ihre erste Rolle hatte sie 1969 in der Fernsehserie Bezaubernde Jeannie. Es folgten Auftritte in Serien wie Bonanza, Der Chef, Die Straßen von San Francisco und Der Sechs-Millionen-Dollar-Mann. Eine größere Rolle hatte sie in der Arztserie The Interns, wiederkehrende Rollen in Die Partridge-Familie und Dr. med. Marcus Welby. Eine größere Filmrolle hatte sie im Film The Wrestler, wo sie die weibliche Hauptrolle spielte.
Weitere größere Rollen hatte sie in Angel und Viel Ärger um Dick (1986). Ihre letzte Rolle hatte sie 2001 in der Fernsehserie Frauenpower. 1989 machte sie sich als Feng-Shui-Expertin selbstständig. In dieser Funktion ist sie gelegentlich als Expertin in der Dokuserie Real Housewives of Orange County auf Bravo TV zu sehen.
Giftos war mit dem Drehbuchautor und Filmproduzenten Herbert Wright verheiratet, der 2005 verstarb.

## Filmografie (Auswahl)
- 1969: Bezaubernde Jeannie (I Dream of Jeannie) (Fernsehserie, Folge 5x13)
- 1970: Bonanza (Fernsehserie, 2 Folgen)
- 1970: Einst kommt der Tag... (On a Clear Day You Can See Forever)
- 1970: G.A.S.S. Oder – Es war notwendig, die Welt zu vernichten, um sie zu retten (Gas! -Or- It Became Necessary to Destroy the World in Order to Save It)
- 1970: The Student Nurses
- 1970–1971: The Interns (Fernsehserie, 24 Folgen)
- 1971–1973: Love, American Style (4 Folgen)
- 1971: Der Chef (Ironside) (Fernsehserie, Folge 5x08)
- 1972: No Drums, No Bugles
- 1972: Was Sie schon immer über Sex wissen wollten, aber bisher nicht zu fragen wagten (Everything You Always Wanted to Know About Sex * But Were Afraid to Ask)
- 1972–1973: Die Partridge Familie (The Partridge Family) (Fernsehserie, 4 Folgen)
- 1974: The Wrestler
- 1974: The New Perry Mason (Fernsehserie, Folge 1x14)
- 1975: The Secret Night Caller
- 1976–1980: Hawaii Fünf-Null (Hawaii Five-O) (Fernsehserie, 3 Folgen)
- 1978: Der Sechs-Millionen-Dollar-Mann (The Six Million Dollar Man) (Fernsehserie, 2 Folgen)
- 1979: Breaking Up Is Hard to Do
- 1980: Barney Miller (Fernsehserie, 2 Folgen)
- 1982: Magnum (Magnum, P.I.) (Fernsehserie, Folge 3x09)
- 1980–1982: Herzbube mit zwei Damen (Three's Company) (Fernsehserie, 2 Folgen)
- 1981: Ich brauche einen Erben (Paternity)
- 1981: Through the Magic Pyramid (Fernsehfilm)
- 1982: Der hohe Preis der Karriere (Games Mother Never Taught You)
- 1982–1984: Trapper John, M.D. (Fernsehserie, 2 Folgen)
- 1983: Venice Medical (Fernsehfilm)
- 1984: Angel
- 1985: Die unglaublichen Geschichten von Roald Dahl (Tales of the Unexpected) (Fernsehserie, Folge 8x02)
- 1985: Knight Rider (Fernsehserie, Folge 3x12 Mord nach Maß)
- 1985: Mord ist ihr Hobby (Murder, She Wrote) (Fernsehserie, 1 Folge)
- 1986: Viel Ärger um Dick (The Trouble with Dick)
- 1989–1990: Polizeibericht (Dragnet) (Fernsehserie, 2 Folgen)
- 1992: Another Time, Another Place
- 1995: Body Chemistry – Tödlicher Engel (Body Chemistry 4: Full Exposure) (Fernsehfilm)
- 1998: Ally McBeal (Fernsehserie, Folge 1x16)
- 2001: Frauenpower (Family Law) (Fernsehserie, Folge 2x15)